# Control de avenidas
El control de avenidas está constituido por el conjunto de medidas, estructurales y no estructurales destinadas a proteger una determinada zona contra las inundaciones.

## Medidas estructurales
Como su nombre lo dice se trata de intervenciones hechas para resolver un determinado problema, que involucran obras de ingeniería. 
Entre las medidas estructurales se pueden mencionar la construcción de:
- Diques de contención, elevando las márgenes de los trechos de ríos que suelen desbordarse;
- Embalses de uso múltiple, son embalses que reservan una parte de su volumen para laminar la avenida;
- Canales de evacuación de caudales altos, son canales que inician a operar cuando el caudal alcanza un determinado valor, desviando los excesos de caudal que podrían causar daños aguas abajo del punto de derivación.
- Embalses de contención de avenidas, son embalses que generalmente permanecen vacíos, se llenan rápidamente con la llegada de la avenida, y se vacían lentamente descargando caudales que no causan daños aguas abajo;
- Áreas de expansión situadas aguas arriba de la zona a ser protegida. Estos dos últimos tipos de soluciones pueden ser útiles también para la recarga del acuífero.

También pueden ser consideradas medidas estructurales:
- El dragado de los ríos;
- La implementación de redes de monitoreo remoto, para dar tiempo a la evacuación de las áreas peligrosas.

## Medidas no estructurales
Como su nombre lo dice se trata de intervenciones, leyes, reglamentos que orientan el uso del territorio, con vistas a evitar un determinado problema. Puede tratarse también de la indicación visual de la existencia de un riesgo, dirigida a informar a la población de la existencia de un peligro. 
Entre las medidas no estructurales se puede resaltar:
- La elaboración e implementación del ordenamiento territorial de la zona;
- La elaboración de planes de mitigación;
- La delimitación visual de las áreas afectadas por inundaciones pasadas.

- Datos: Q5785377